# Waugh Peak
Il Waugh Peak, (in lingua inglese: Picco Waugh), è un picco roccioso antartico, alto 2.430 m, situato subito a sudest della Breyer Mesa sul fianco occidentale del Ghiacciaio Amundsen, nei Monti della Regina Maud, in Antartide. 
La denominazione è stata assegnata nel 1967 dall'Advisory Committee on Antarctic Names (US-ACAN) in onore di Douglas Waugh, capo cartografo della Geological Society of America dal 1963, che ha dato un contributo molto importante al programma di mappatura dell'Antartide.